# François-Régis de Ginestel-Persegals
François-Régis de Ginestel-Persegals est un homme politique français né en 1756 à Cassagnes-Bégonhès (Aveyron) et mort le 14 décembre 1826 à Requista (Aveyron).

## Biographie
Juge de paix à Rodez, il est élu député de l'Aveyron au Conseil des Cinq-Cents le 24 germinal an V. Son élection est annulée lors du coup d’État du 18 fructidor an V. Il est de nouveau juge de paix, à Requita, en 1800.

## Sources
- « François-Régis de Ginestel-Persegals », dans Adolphe Robert et Gaston Cougny, Dictionnaire des parlementaires français, Edgar Bourloton, 1889-1891 [détail de l’édition]